# Mistrovství světa v ledním hokeji 2005 (Divize I)
Mistrovství světa v ledním hokeji (Divize I) se probíhala ve dnech 23. dubna–23. dubna 2005 ve městech Debrecín (Skupina A) a Eindhoven (Skupina B).

## Skupiny

### Skupina A
| Poř. | Země           | Z | V | R | P | Skóre | B |
| ---- | -------------- | - | - | - | - | ----- | - |
| 1.   | Norsko         | 5 | 4 | 1 | 0 | 43:8  | 9 |
| 2.   | Polsko         | 5 | 3 | 1 | 1 | 16:8  | 7 |
| 3.   | Maďarsko       | 5 | 2 | 2 | 1 | 15:6  | 6 |
| 4.   | Velká Británie | 5 | 2 | 0 | 3 | 19:15 | 4 |
| 5.   | Japonsko       | 5 | 2 | 0 | 3 | 14:14 | 4 |
| 6.   | Čína           | 5 | 0 | 0 | 5 | 5:61  | 0 |

 Velká Británie -  Polsko 0:2 (0:0, 0:1, 0:1)
17. dubna – Debrecín
 Čína -  Japonsko 1:8 (0:2, 1:4, 0:2)
17. dubna – Debrecín
 Maďarsko -  Norsko 2:2 (2:1, 0:1, 0:0)
17. dubna – Debrecín
 Polsko -  Čína 9:3 (2:1, 5:2, 2:0)
18. dubna – Debrecín
 Norsko -  Velká Británie 8:3 (4:1, 2:1, 2:1)
18. dubna – Debrecín
 Japonsko -  Maďarsko 0:3 (0:1, 0:1, 0:1)
18. dubna – Debrecín
 Japonsko -  Velká Británie 5:3 (0:0, 2:1, 3:2)
20. dubna – Debrecín
 Norsko -  Polsko 3:2 (1:0, 0:1, 2:1)
20. dubna – Debrecín
 Čína -  Maďarsko 0:9 (0:2, 0:4, 0:3)
20. dubna – Debrecín
 Norsko -  Čína 25:1 (6:0, 9:1, 10:0)
22. dubna – Debrecín
 Polsko -  Japonsko 2:1 (1:0, 1:0, 0:1)
22. dubna – Debrecín
 Maďarsko -  Velká Británie 0:3 (0:0, 0:1, 0:2)
22. dubna – Debrecín
 Japonsko -  Norsko 0:5 (0:1, 0:2, 0:2)
23. dubna – Debrecín
 Velká Británie -  Čína 10:0 (0:0, 6:0, 4:0)
23. dubna – Debrecín
 Polsko -  Maďarsko 1:1 (0:1, 1:0, 0:0)
23. dubna – Debrecín

### Skupina B
| Poř. | Země       | Z | V | P | R | Skóre | B |
| ---- | ---------- | - | - | - | - | ----- | - |
| 1.   | Itálie     | 5 | 4 | 1 | 0 | 17:3  | 9 |
| 2.   | Francie    | 5 | 3 | 1 | 1 | 16:9  | 7 |
| 3.   | Nizozemsko | 5 | 1 | 3 | 1 | 13:11 | 5 |
| 4.   | Estonsko   | 5 | 1 | 3 | 1 | 16:15 | 5 |
| 5.   | Litva      | 5 | 1 | 2 | 2 | 16:17 | 4 |
| 6.   | Rumunsko   | 5 | 0 | 0 | 5 | 7:30  | 0 |

 Estonsko -  Itálie 0:2 (0:1, 0:1, 0:0)
17. dubna - Eindhoven
 Rumunsko -  Nizozemsko 3:6 (2:0, 1:3, 0:3)
17. dubna - Eindhoven
 Litva -  Francie 3:5 (2:4, 0:1, 1:0)
17. dubna - Eindhoven
 Itálie -  Rumunsko 7:0 (2:0, 2:0, 3:0)
18. dubna - Eindhoven
 Francie -  Estonsko 3:3 (0:2, 2:1, 1:0)
18. dubna - Eindhoven
 Nizozemsko -  Litva 3:3 (1:0, 1:3, 1:0)
18. dubna - Eindhoven
 Litva -  Estonsko 4:4 (1:2, 2:2, 1:0)
20. dubna - Eindhoven
 Francie -  Rumunsko 6:1 (1:0, 3:1, 2:0)
20. dubna - Eindhoven
 Itálie -  Nizozemsko 1:1 (0:0, 1:1, 0:0)
20. dubna - Eindhoven
 Itálie -  Litva 5:1 (0:0, 5:1, 0:0)
22. dubna - Eindhoven
 Estonsko -  Rumunsko 6:3 (3:0, 1:3, 2:0)
22. dubna - Eindhoven
 Nizozemsko -  Francie 0:1 (0:0, 0:0, 0:1)
22. dubna - Eindhoven
 Rumunsko -  Litva 0:5 (0:1, 0:3, 0:1)
23. dubna - Eindhoven
 Francie -  Itálie 1:2 (0:2, 1:0, 0:0)
23. dubna - Eindhoven
 Nizozemsko -  Estonsko 3:3 (2:2, 0:0, 1:1)
23. dubna - Eindhoven